# Jorge Vázquez (diplomático)
Jorge Alberto Vázquez Agodino (San Francisco, 1943 - Buenos Aires, 17 de marzo de 2007) fue un diplomático y político argentino.

## Carrera

### Primeros años
Nació en San Francisco en la provincia de Córdoba. Estudió una licenciatura en Ciencias Políticas y Sociales y Diplomacia en la Universidad Católica de Córdoba, graduándose en 1965. Allí fue el presidente de la federación de estudiantes. Al año siguiente, realizó estudios de posgrado en la Universidad de Georgetown y en 1967 ingresó al Servicio Exterior argentino. Cumplió funciones dentro del Ministerio de Relaciones Exteriores y en las embajadas argentinas en Países Bajos y Chile.

### Subsecretario de Relaciones Exteriores
Militante peronista, en 1973, el presidente Héctor José Cámpora lo nombró Subsecretario de Relaciones Exteriores, teniendo solo 30 años de edad. Durante ese tiempo, fue representante argentino ante la tercera Asamblea General de la Organización de Estados Americanos (OEA), que se realizó en Lima (Perú) en junio y julio de ese año.
El 21 de junio, pronunció un discurso que condenó la política exterior de Estados Unidos, identificándola como la causa principal de la «deformación» del sistema interamericano, y propuso la revisión del TIAR para adaptarlo al multipolarismo político y el pluralismo ideológico. También criticó a la burocracia de los gobiernos latinoamericanos, a la que calificó de «amodorrada» y «complaciente», y dirigió críticas hacia la misma OEA, la cual calificó de «instrumento de la política norteamericana [...] que hasta ahora sólo nos ha producido amarguras y frustraciones». El tono de Vázquez era acorde con el utilizado por el presidente Cámpora en sus críticas al funcionamiento de la OEA.

[...] La presencia de este pacto militar con una superpotencia como los Estados Unidos constituye un factor de desequilibrio que origina situaciones de sojuzgamiento incompatibles con los principios enunciados en el instrumento constitucional de la Organización de los Estados Americanos.
Este vicio de origen que acabo de señalar, se ha visto favorecido por la ambigua terminología del propio tratado, que ha facilitado tanto las interpretaciones tortuosas y abusivas de las facultades del órgano de consulta, cuando las maquinaciones imperialistas para adaptar el sistema regional a sus objetivos paternalistas. El resultado ha sido una cadena de omisiones y abusos que no podemos callar: episodios como el desembarco en la Bahía de los Cochinos, intervención armada en Santo Domingo y la expulsión del gobierno cubano, integran una historia sombría ante la cual solo cabe avergonzarse.
[...] El sistema interamericano no ha funcionado en el sentido de la revolución latinoamericana. Por el contrario, la mayoría de las veces resultó un obstáculo en relación con los aislados esfuerzos de algunos gobiernos del continente para superar la balcanización de América, producto decantado de la diplomacia imperialista y resultado último de la hegemonía extranjera en la América Latina. [...]
Partes del discurso de Vázquez en la tercera Asamblea General de la OEA.

También exigió la reincorporación de Cuba, la virtual exclusión de Estados Unidos de la OEA, y la soberanía derechos de Panamá sobre la zona del canal bajo ocupación estadounidense. Tras su discurso, varios diplomáticos latinoamericanos lo felicitaron, mientras que el embajador estadounidense Joseph J. Jova fue el primero en retirarse del recinto. Días más tarde, el subsecretario de Estado para Asuntos Interamericanos, John Kubisch, le respondió negando las acusaciones sobre las pretensiones hegemónicas estadounidenses sobre América Latina.
A nivel interno, Vázquez recibió el apoyo del Movimiento Nacional y Latinoamericano, mientras que senadores de la Unión Cívica Radical solicitaron al Poder Ejecutivo la revisión del TIAR. La revista Las bases, que estaba influenciada por José López Rega, también respaldó la posición de Vázquez.

### Golpe de Estado de 1976
Tras el golpe de Estado del autodenominado Proceso de Reorganización Nacional, fue detenido en el buque 33 Orientales, amarrado en el puerto de Buenos Aires. Allí compartió celda con Carlos Menem. Fue liberado en 1978. Previamente, en junio de 1976 fue sancionado por la Junta, siendo privado de los derechos políticos e inhabilitado para ejercer cargos públicos. La sanción también afectó a la expresidenta María Estela Martínez de Perón y a otros dirigentes peronistas.

### Embajador
En 1975 se había incorporado a la Asamblea Permanente por los Derechos Humanos. Tras el retorno a la democracia, el presidente Raúl Alfonsín lo nombró embajador en República Dominicana, siendo entonces el representante más joven de la Cancillería Argentina.
En 1989, Carlos Menem lo designó representante permanente de la Argentina en la ONU. Junto a otros funcionarios como Juan Carlos Olima, Alfredo Chiaradía y Jorge Taiana, se opuso a la política implementada por el canciller menemista Guido Di Tella, quien propuso en 1991 que Argentina abandonara su tradicional posición tercermundista y antiestadounidense en la Asamblea General de la ONU, para acercarse a las votaciones de Estados Unidos. Di Tella le amenazó con que debía obtener el 60 % de coincidencia de votos con Estados Unidos en la próxima Asamblea General, si quería conservar el cargo de representante ante la ONU.
Vázquez también había manifestado su oposición al sesgo proestadounidense del primer canciller de Menem, Domingo Cavallo. Renunció en septiembre de 1992, por diferencias con el ya entonces ministro de Economía Cavallo acerca del proceso de privatización de empresas públicas.
En las elecciones de 1995 se sumó al Frente País Solidario (FREPASO), siendo candidato a vicegobernador de la provincia de Buenos Aires junto a Carlos Auyero, de la Democracia Cristiana. La fórmula quedó en segundo lugar, obteniendo casi el 20 % de los votos.
En 1997, fue nombrado embajador en Chile. Fue desplazado del cargo por unas declaraciones públicas hacia un periodista del diario La Nación. En 1998 fue designado embajador en Suiza.
En 2002 Eduardo Duhalde lo nombró embajador en Perú. Al sumir el cargo pidió disculpas en nombre del Estado Argentino por el caso de la venta ilegal de armas a Ecuador.

### Fallecimiento
Falleció en marzo de 2007 a los 64 años de edad, luego de padecer problemas de salud.

### Vida personal
Casado con Elisabet Celina Amsler, es el padre de la modelo María Vázquez, quien se encuentra casada con el polista Adolfo Cambiaso, además de tres hijos varones: Facundo, Diógenes y Jorge.